# Djursholm
Djursholm (AFI: [jɵʂˈhɔlm]) es uno de los cuatro distritos suburbanos del municipio de Danderyd de la provincia de Estocolmo, Suecia. Djursholm está incluido en el área urbana de Estocolmo y está dividido en varias zonas diferentes: Djursholms Ekeby (noroeste), Svalnäs (noreste), Ösby (centro), Berga (suroeste) y Gamla Djursholm («antiguo Djursholm», sureste).

## Historia
Djursholm fue uno de los primeros distritos suburbanos de Suecia. Su historia como tal empezó en 1889 con la fundación de Djursholm AB por Henrik Palme y la posterior inauguración en 1890 de la línea de ferrocarril que conecta Djursholm con Estocolmo, Djursholmsbanan. Desde 1895 ha estado servido por trenes eléctricos suburbanos, pero la línea original cerró en 1975.
Djursholm es una de las zonas más caras de Suecia. Se construyó como una ciudad jardín con grandes villas, la mayor parte de ellas edificadas a finales del siglo XIX y principios del siglo XX, a lo largo de calles serpenteantes. Ya desde el principio los elegantes barrios situados junto al mar atrajeron a muchos académicos, personalidades culturales e industriales conocidos.
Djursholm se separó de Danderyd como municipio independiente en 1901, convirtiéndose en una ciudad (Djursholms stad) en 1914. En 1971 fue unida de nuevo con Danderyd cuando se creó el municipio actual. Estadísticamente, Djursholm está dentro del área urbana de Estocolmo.

## Lugares de interés
- Castillo de Djursholm. El edificio original de piedra fue construido probablemente por Nils Eskilsson Banér en el siglo XV. Svante Gustavsson Banér encargó una remodelación del castillo en el siglo XVI, responsable de su forma actual.[5]
- Capilla de Djursholm. Completada en 1902 por iniciativa de Fredrik Lilljekvist, que también fue su arquitecto. Las pinturas del altar son de Natanael Beskow, que era el vicario residente en la época.[1]
- Villa Pauli. Gran villa situada en Strandvägen, en el centro de Djursholm, diseñada por Ragnar Östberg y completada en 1907. Desde 1986, la Villa Pauli ha sido un club privado con un restaurante gourmet, una sala de banquetes y un hotel.
- Playa Germania. Playa de arena que se ha convertido en un destino popular para los habitantes de Djursholm y los alrededores. Está situada al final de Strandvägen y Germaniavägen, dos de las calles más céntricas de Djursholm.

## Personas notables
| - Fredrik Åberg, acordeonista - Hannes Alfvén, premio Nobel en física - Johan Banér, mariscal de campo - Elsa Beskow, artista y escritora - Natanael Beskow, predicador, autor y artista - Jan Carlzon, industrial - Annika Falkengren, industrial - Marie Fredriksson, músico - Verner von Heidenstam, escritor - Bertil Hult, industrial - Ingvar Kjellson, actor | - Tove Lo, cantante y compositora - Gösta Mittag-Leffler, matemático - Erik de Västmanland - Fredrik Lundberg, industrial - Charlotte Perrelli, cantante - Viktor Rydberg, escritor - Alice Tegnér, artista - Björn Ulvaeus, músico - Elizabeth Hesselblad, santa - Jakob Lindberg, músico |

## Galería de imágenes

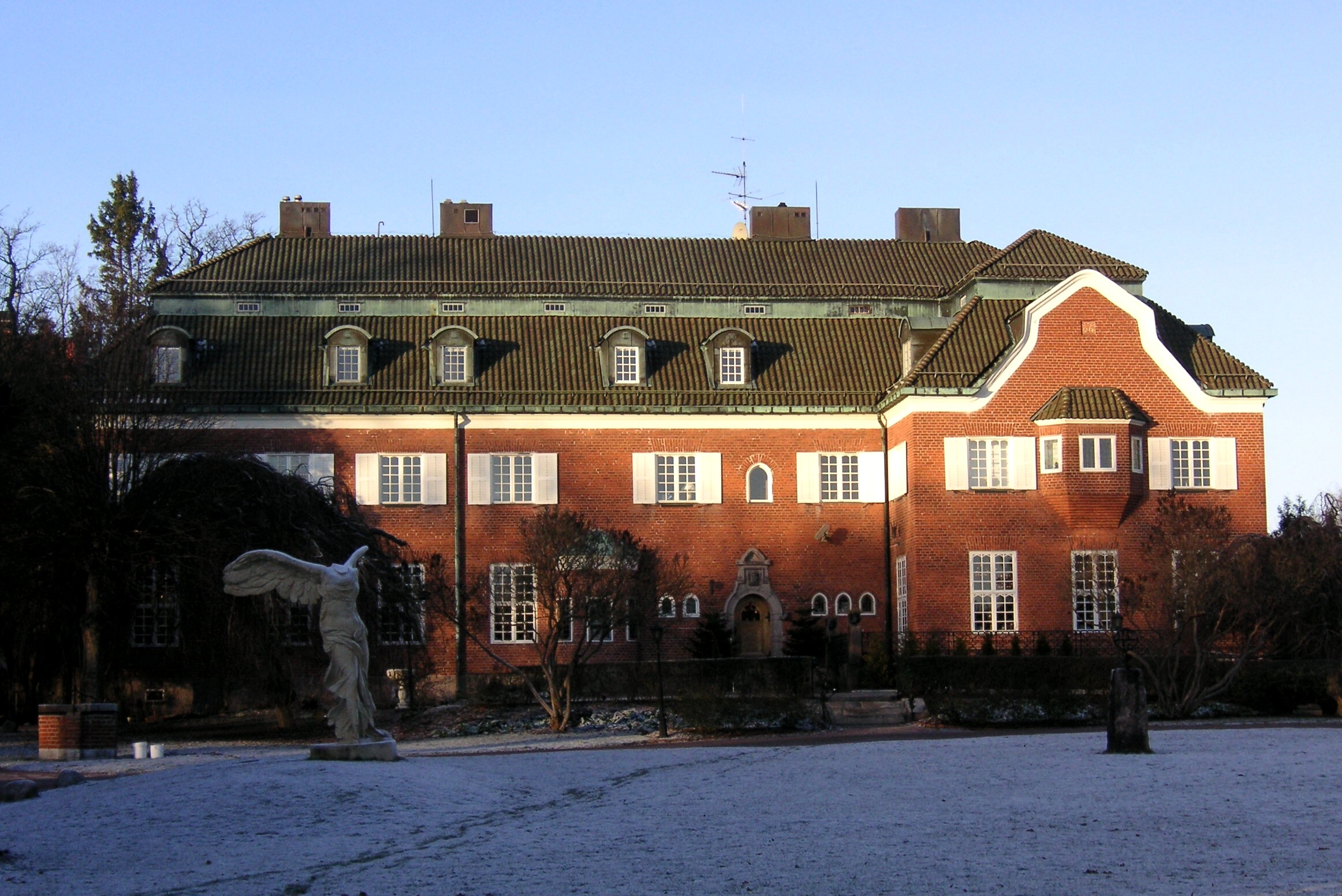
Villa Pauli (Ragnar Östberg).
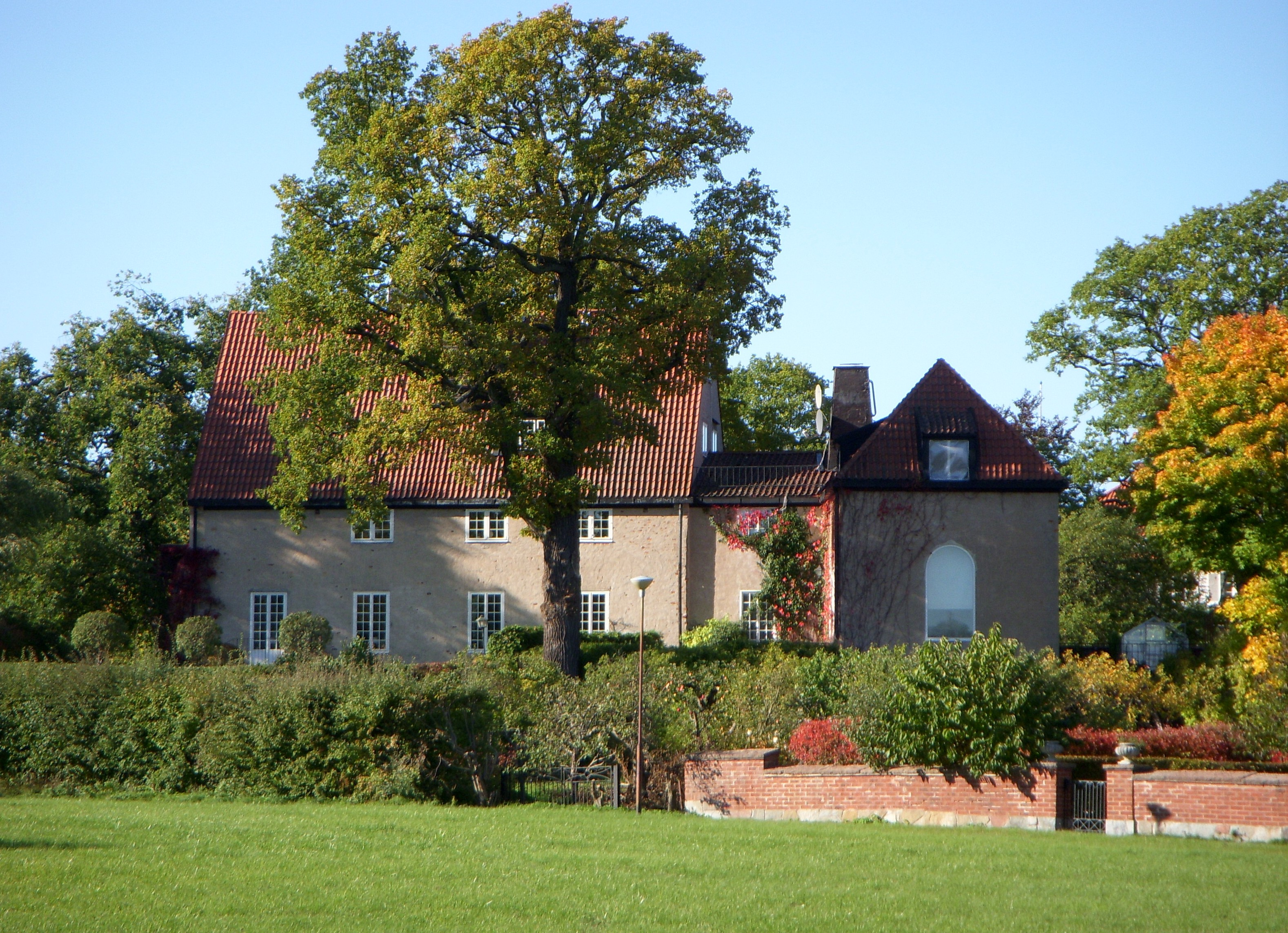
Villa Lagerkrantz (Elis Benckert).
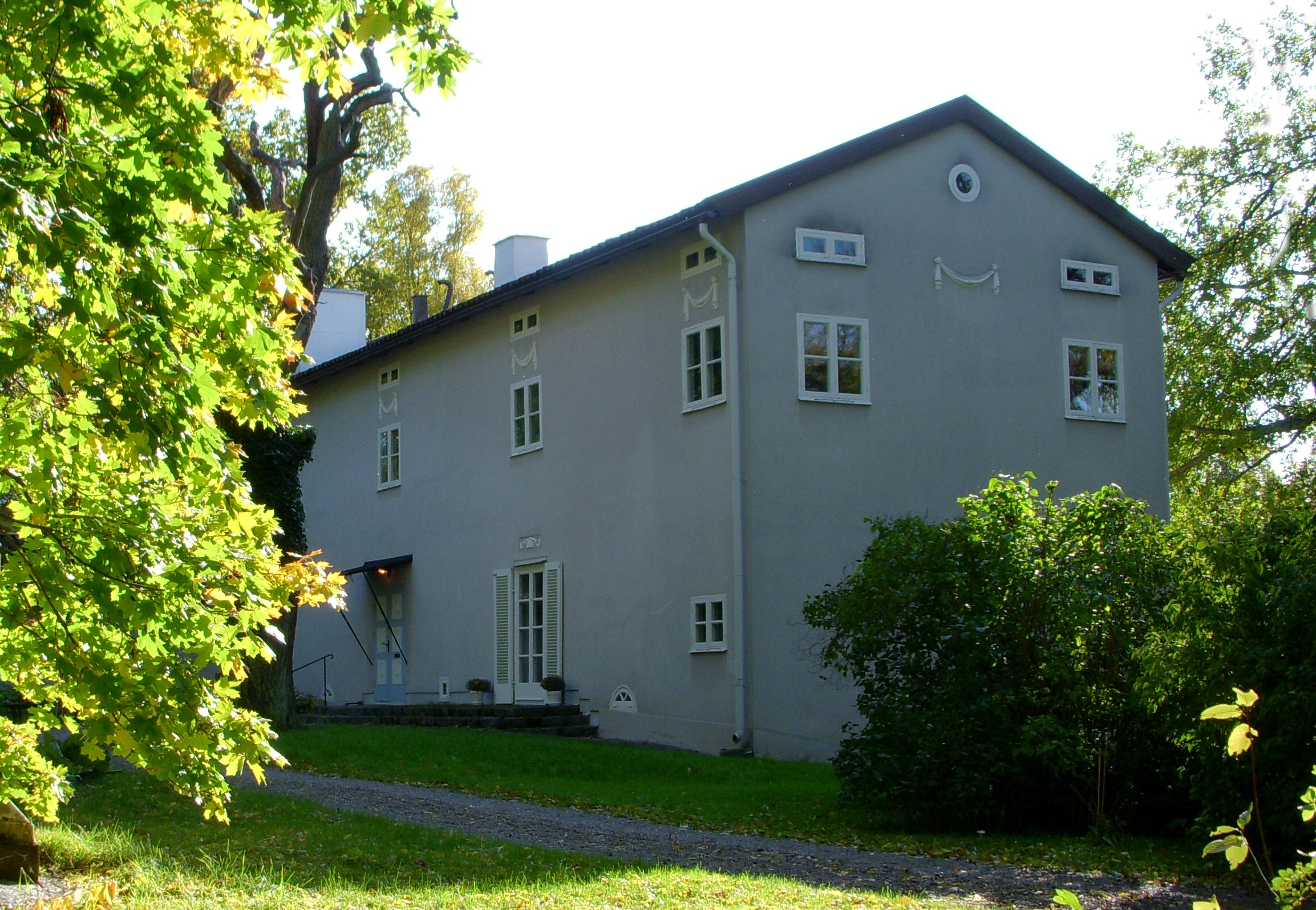
Villa Snellman (Gunnar Asplund).
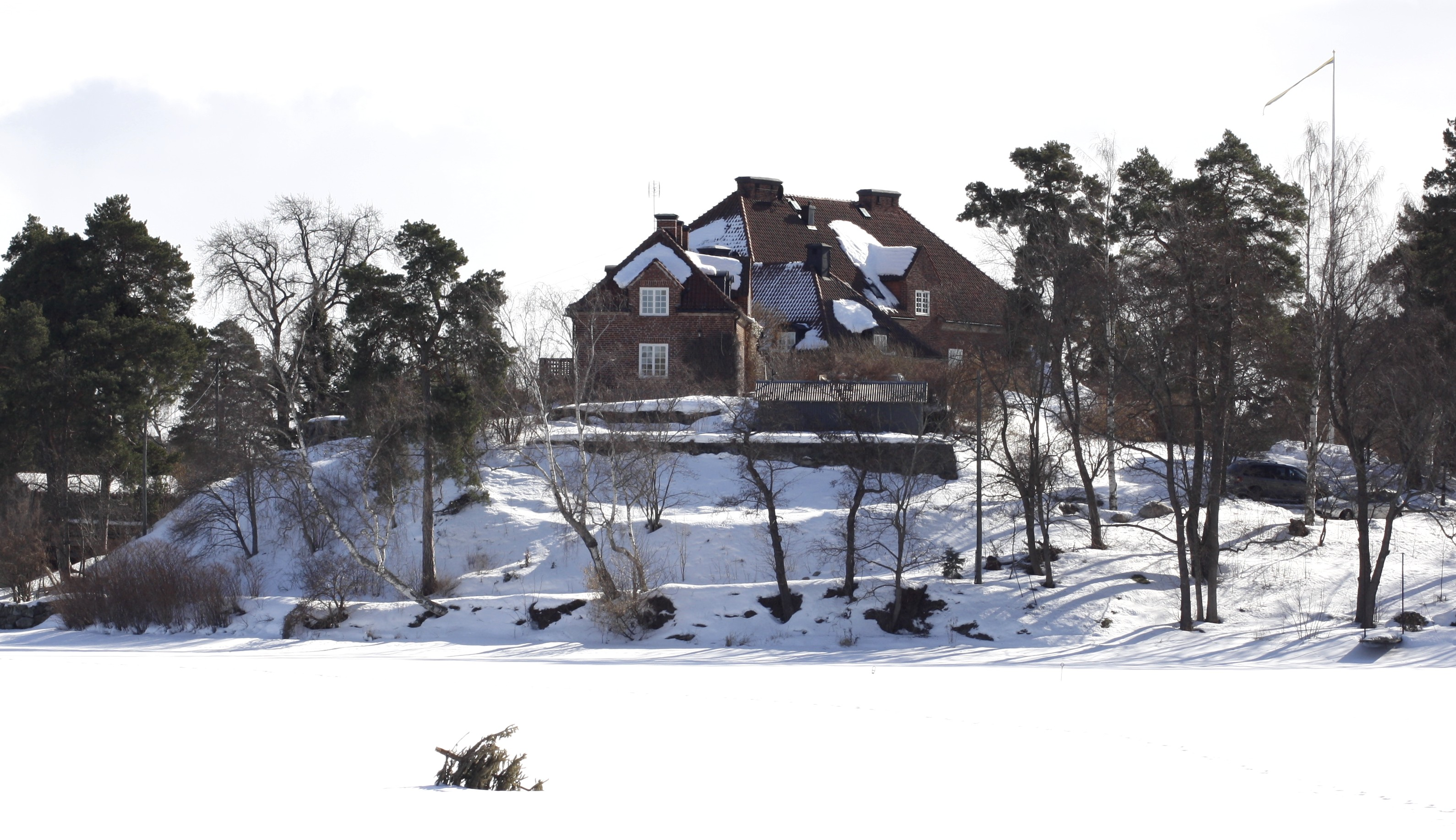
Gamla Djursholm (Carl Westman).
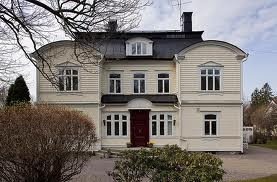
Prinsvillan (Gustaf Hermansson).
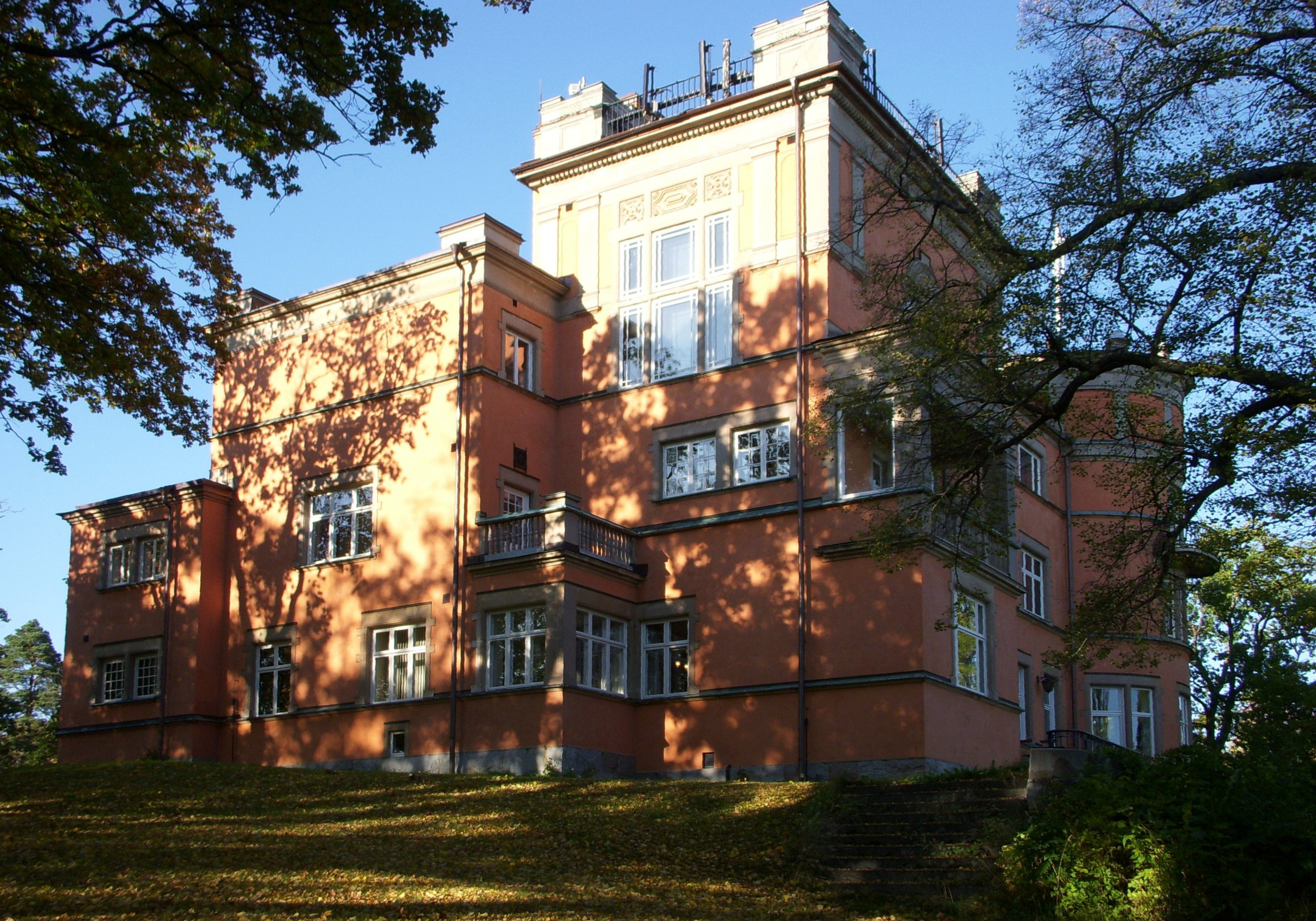
Villa Mittag-Leffler (Ferdinand Boberg).
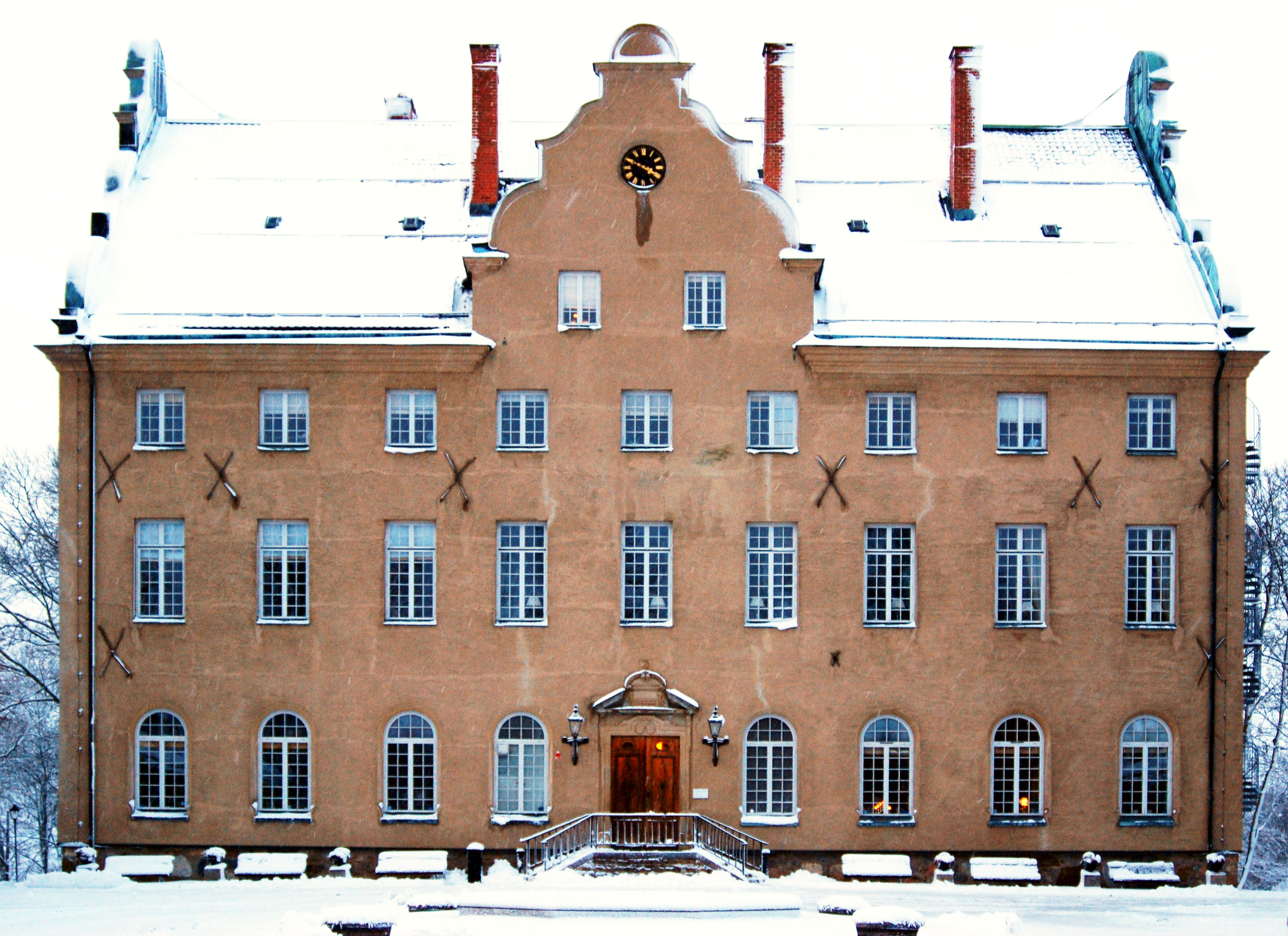
Castillo de Djursholm (Gustaf Banér).
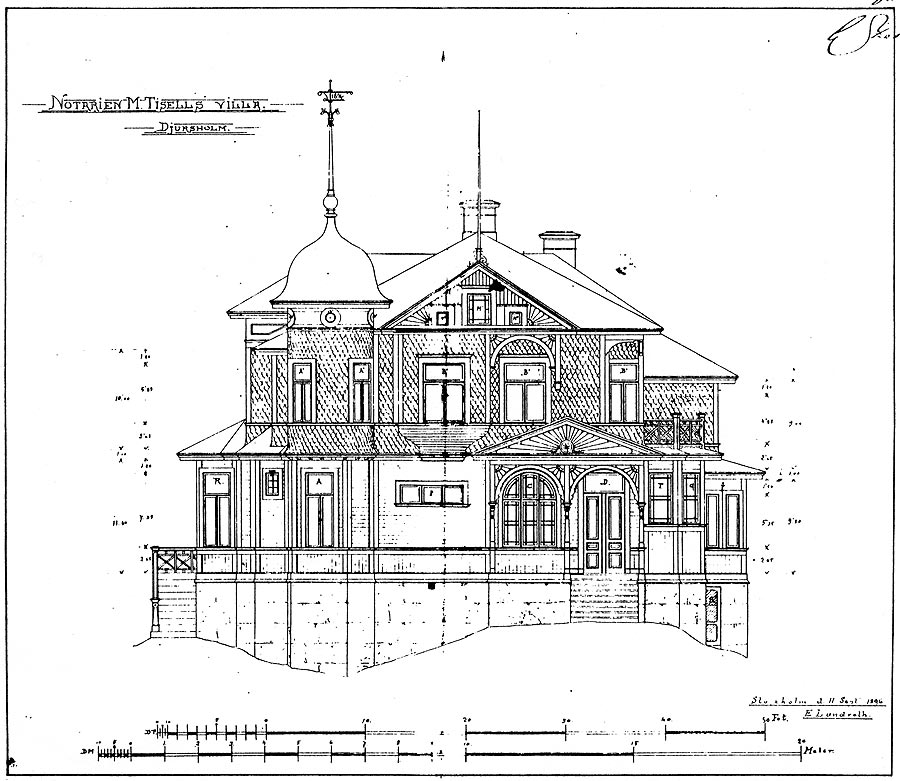
Villa Lorride (Ernst Lundroth).
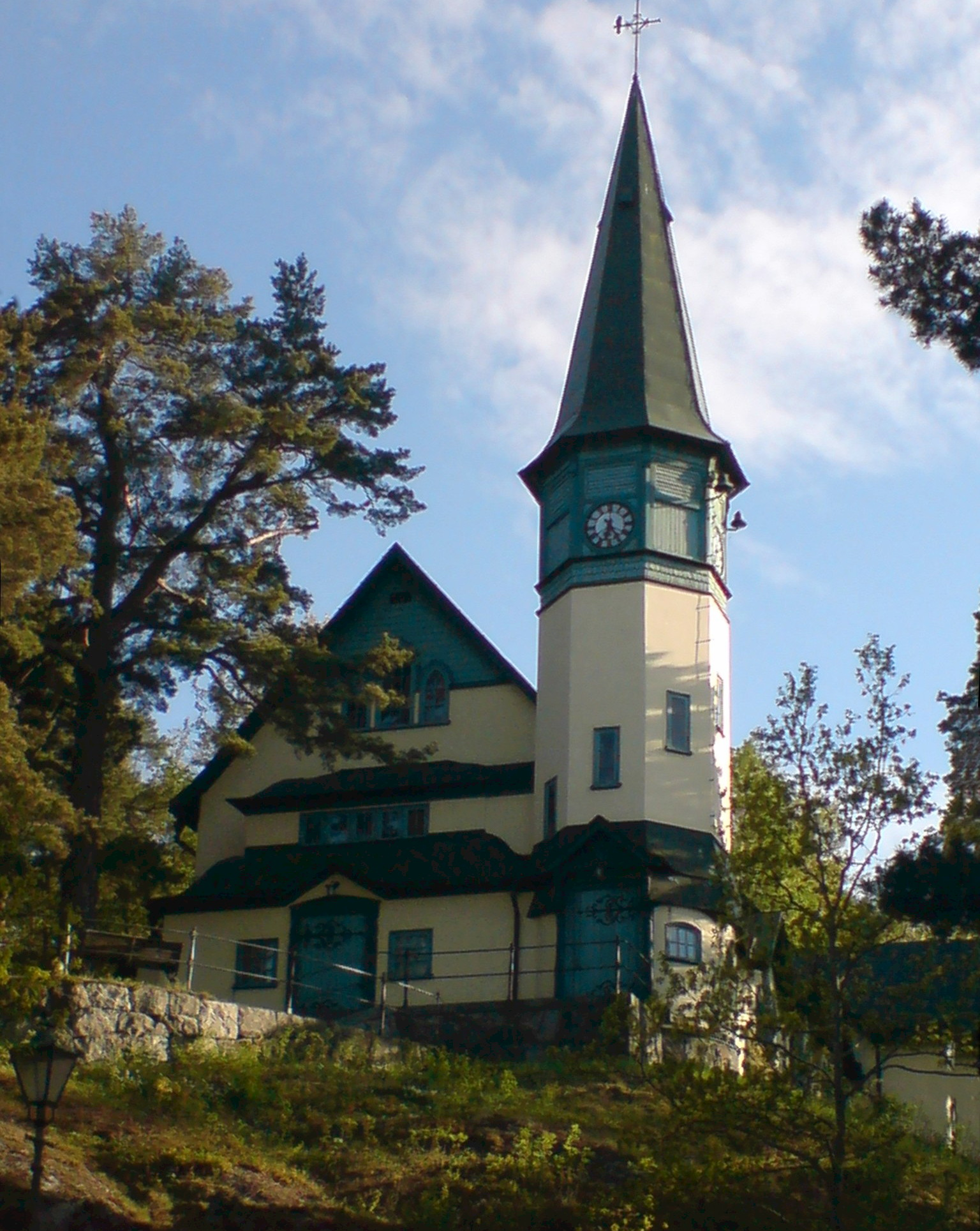
Capilla de Djursholm (Fredrik Lilljekvist).